# Амух
Амух (рос. Амух) — село Агульського району, Дагестану Росії. Одне з трьох даргинських поселень Агульського району. Входить до складу муніципального утворення Сільрада Амухська.
Населення — 118 (2010).

## Історія
У 1926 році село належало до Лакського району.
Частина мешканців переселилася в село Чінар Дербентського району.

## Населення
За даними перепису населення 2002 року в селі мешкало 238 осіб. В тому числі 119 (50 %) чоловіків та 119 (50 %) жінок.
Переважна більшість мешканців — даргинці (84 % від усіх мешканців). У селі переважає верхньовуркунська мова.
У 1926 році в селі проживало 304 осіб, серед яких 304 даргинців (100 %).

## Соціальна сфера
В селі є середня школа та мечеть.